# Catocala extrema
Catocala extrema är en fjärilsart som beskrevs av Meyer 1952. Catocala extrema ingår i släktet Catocala och familjen nattflyn. Inga underarter finns listade i Catalogue of Life.